# ويليام بيفيرلي
ويليام بيفيرلي (بالإنجليزية: William Beverley)‏ هو فلاح أمريكي، ولد في 1696 في فرجينيا في الولايات المتحدة، وتوفي بنفس المكان في 1756.